# Bitva u Tolentina
Bitva u Tolentina byla rozhodnou bitvou neapolské války. V bitvě, která se odehrála v oblasti Marche, porazila početně slabší rakouská armáda armádu neapolského krále Joachima Murata. Po bitvě byl v Casalanze uzavřen mír a Joachim Murat musel utéct přes Korsiku do francouzského Cannes. Odtud se pokusil získat Neapolsko zpět, ale byl zajat a 13. října 1815 popraven.